# Mbacké
Mbacké, także: Mbaké – miasto w Senegalu, w regionie Diourbel, 56 100 mieszkańców (stan z 2006 roku). Dominuje przemysł spożywczy i włókienniczy. Miasto jest często bazą noclegową dla turystów i muzułmańskich pielgrzymów zmierzających do pobliskiej miejscowości Touba.